# Orion (strip)
Orion is een Franse stripreeks die zich afspeelt in het oude Griekenland. De reeks gaat over de avonturen van de jonge krijger Orion die door Perikles wordt ingezet voor Athene. De serie werd bedacht en oorspronkelijk getekend door de Jacques Martin. De reeks werd uitgegeven door Loempia en Casterman.
| Jaar | Titel            | Tekenaar                          | Scenarist      | Uitgeverij | Originele titel (jaar) |
| ---- | ---------------- | --------------------------------- | -------------- | ---------- | ---------------------- |
| 1991 | Het heilige meer | Jacques Martin                    | Jacques Martin | Loempia    | Le Lac sacré (1990)    |
| 2009 | De Styx          | Jacques Martin & Christophe Simon | Jacques Martin | Casterman  | Le Styx (1996)         |
| 2009 | De farao         | Christophe Simon                  | Jacques Martin | Casterman  | Le Pharaon (1998)      |
| 2011 | De orakels       | Marc Jailloux                     | Jacques Martin | Casterman  | Les Oracles (2011)     |

Het album Het heilige meer werd in 2009 herdrukt door Casterman.